# Chiesa dei Santi Jacopo e Filippo (Certaldo)
La chiesa dei Santi Jacopo e Filippo si trova nella parte alta, quella medievale, dell'abitato di Certaldo, in provincia di Firenze, diocesi della medesima città.
Si tratta di un edificio in stile romanico: al suo interno, oltre a numerose opere d'arte, si trovano le spoglie mortali del grande scrittore trecentesco Giovanni Boccaccio e della beata Giulia Della Rena, sua contemporanea e patrona di Certaldo.
Adiacente alla chiesa si trova un chiostro con il complesso conventuale agostiniano, dove oggi è ospitato il Museo di arte sacra del luogo, con opere provenienti anche da questa chiesa.

## Storia
La chiesa e il complesso conventuale sorsero probabilmente verso la fine del XII secolo, in contemporanea con lo sviluppo del nucleo fortificato del paese di Certaldo. La sua antica dedicazione era ai santi Filippo e Jacopo.
Il chiostro con colonnette in laterizio risale alla fine del XIV secolo.
Nel Medioevo il complesso ospitò una comunità di canonici e, dal 1422, una agostiniana, che vi restò fino alla soppressione avvenuta nel 1783.
Il convento, adiacente all'edificio ecclesiastico, è stato utilizzato fino agli anni novanta del Novecento da vari ordini religiosi per poi ospitare dal 2001 il Museo di Arte Sacra.

## Descrizione
La chiesa, costruita in laterizio poggiante su una base in pietra arenaria, presenta un'unica ampia navata, conclusa da un'abside semicircolare.
L'esterno mostra alcune decorazioni in cotto, come gli archivolti delle monofore e il coronamento dell'abside a mattoni disposti a dente di sega. Al di sopra della copertura dell'abside è una finestrella cruciforme affiancata da due piccoli rombi gradonati di derivazione pisana.
La porta di accesso che oggi viene usata è frutto di un intervento del 1633: prima di questa data tutta l'area della piazza antistante la facciata era adibita a cimitero e quindi le porte di accesso alla chiesa erano quelle (lo sono tutt'oggi) collocate sul fianco della chiesa stessa e che si affacciano sull'odierna via Boccaccio.
Il campanile, in linea con la facciata, presenta una copertura piramidale, frutto di un intervento di ripristino effettuato dalla Soprintendenza di Firenze negli anni sessanta del Novecento: la copertura originale era stata demolita nell'Ottocento per poter rialzare la cella campanaria, come si può vedere in alcune vecchie immagini.

### Interno

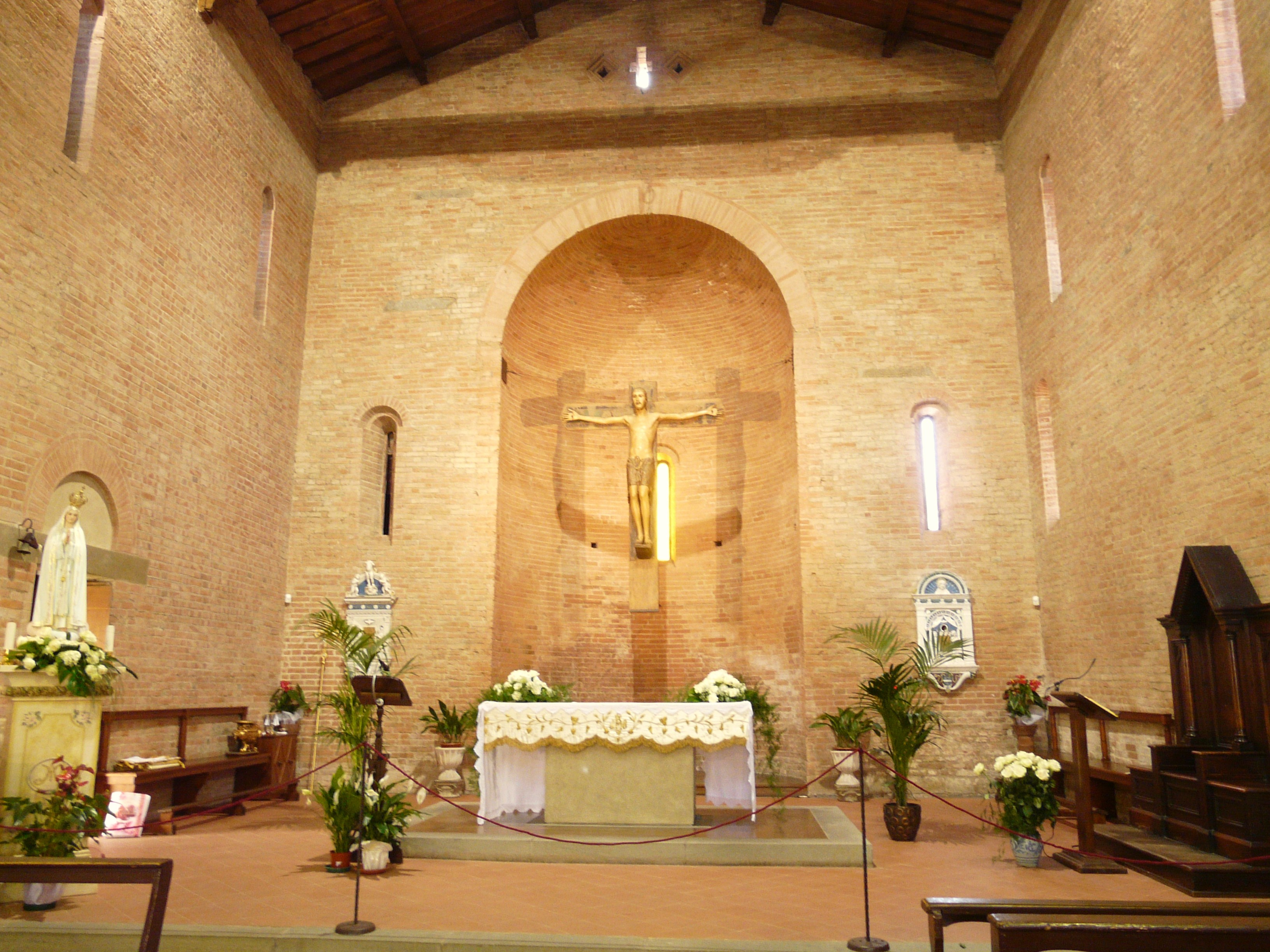
Certaldo - Chiesa dei SS Jacopo e Filippo - interno con il grande "crocifisso di Petrognano"

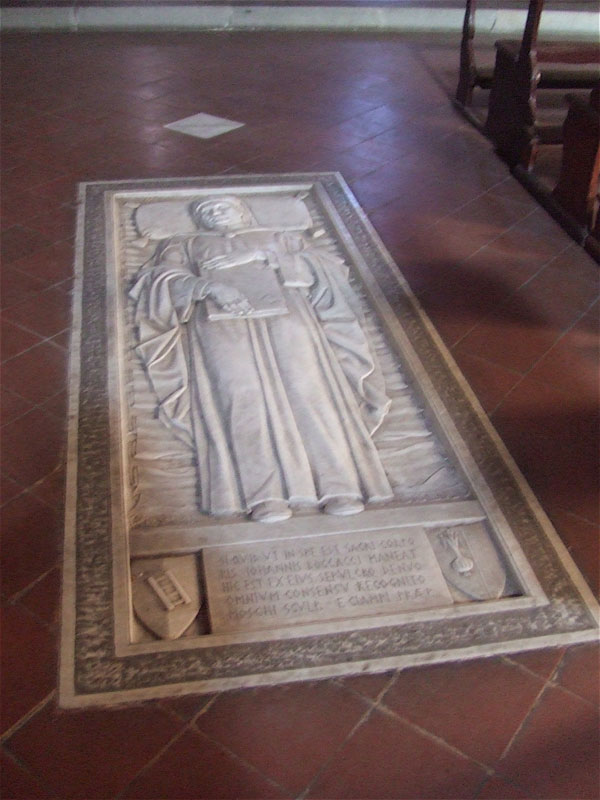
Lastra tombale di Giovanni Boccaccio

L'interno oggi si presenta assai spoglio, con la cortina di mattoni a vista, dopo i radicali restauri promossi dalla Soprintendenza di Firenze nel corso degli anni sessanta del Novecento. In questa occasione si provvide alla demolizione della cappella realizzata nella metà del XIX secolo situata sul lato sinistro (che ingombrava il chiostro attiguo) dedicata alla beata Giulia, con il relativo tamponamento della parete; furono rimosse tutte le decorazioni neomedioevali, compreso il dipinto rappresentate Cristo realizzato nel catino absidale forse dalla bottega di Galileo Chini nei primi anni del Novecento, infine gran parte degli arredi subirono un riposizionamento.
Il soffitto è sorretto da una teoria di enormi capriate di legno.
Sul lato destro, sotto un altare entro una nicchia riposano, in un'urna realizzata nel 1687, le spoglie mortali della beata Giulia Della Rena: sulla mensa di questo altare è stata collocata nel 2001, in occasione dell'apertura del Museo di arte sacra, una predella della seconda metà del secolo XV nella quale sono raffigurati i suoi miracoli. Al di sopra del corpo della beata e della predella, nel 2016 è stato posizionato un dipinto probabilmente del 1581 (composto dalle due ante lignee che ne custodivano il corpo fino al suo trasferimento nella teca, avvenuto nel 1687) attribuito a Tiberio Billò .
Indubbiamente "l'inquilino" più conosciuto è Giovanni Boccaccio, il cui sepolcro è segnalato da una grande lastra marmorea pavimentale, al centro della navata, realizzata dallo scultore Mario Moschi (Lastra a Signa, 1896 - Firenze, 1971), replicante con poche varianti il famoso affresco di Andrea del Castagno facente parte della celeberrima serie di uomini illustri da lui dipinta, oggi agli Uffizi. Uno studio preparatorio in gesso di questa lastra si trova esposto al piano terreno di Casa Boccaccio (un altro è situato al piano interrato di Palazzo Giannozzi). Attenzione: le presunte ossa di Boccaccio non sono sotto la lastra citata, bensì sotto la piccola mattonella bianca posizionata tra la lastra tombale e l'altare maggiore.

### Il crocifisso di Petrognano

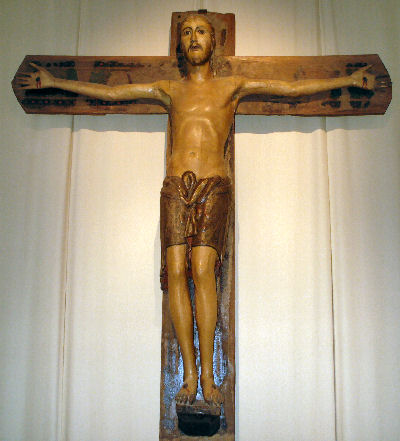
Il Crocifisso di Petrognano

Nell'abside della chiesa è stato da qualche anno collocato il cosiddetto Crocifisso di Petrognano o di San Donnino. L'opera, prima conservata in una sala dell'attiguo Museo di Arte Sacra di Certaldo, è variamente datata: oggi viene proposta tra 1240 e il 1245.
Si tratta di una grande scultura in legno (m 2,20 x 2,05): queste dimensioni così importanti indicano come nessuna delle due chiese dove l'opera è ricordata, San Pietro a Petrognano e San Giovanni Battista in Jerusalem a San Donnino, possa essere considerata “adatta” ad ospitarlo, essendo di dimensioni modeste.
Anche l'autore resta ignoto: già il Gamba (1933) lo accostava alla scultura federiciana prossima a Nicola Pisano per il forte classicismo. Recentemente è stato accostato anche alla produzione giovanile di Arnolfo di Cambio.
Il Crocifisso di Petrognano è del tipo triumphans, con gli occhi spalancati nel suo trionfo sulla morte.

### Altre opere d'arte
Numerose altre opere d'arte sono conservate all'interno della chiesa.
- Entrando, sulla destra, sulla mensola d'altare della sepoltura della Beata Giulia Della Rena troviamo la citata predella con le storie della vita della Beata. II primo episodio rappresenta il Miracolo del bambino salvato dalle fiamme; il secondo mostra il Miracolo dei fiori freschi spuntati miracolosamente, anche durante l'inverno, nella cella della Beata. Seguono le Esequie della Beata, e l'ultimo episodio, il Salvataggio del cavaliere; ai due lati estremi vediamo uno stemma riferito alla famiglia Tinolfi, nobile famiglia fiorentina con i quali Beata Giulia era imparentata.
- Due cibori in terracotta invetriata sono disposti ai lati dell'abside. Quello di sinistra, più antico, è opera di Benedetto Buglioni e fu donato dal Vicario Ludovico Pucci nel 1499 - 1500. Il secondo invece fu realizzato dalla bottega di Andrea della Robbia e fu donato dal Vicario Ristoro d'Antonio Serristori nel 1502 - 1503.
- Più tarda dei due cibori, databile verso il 1520 circa, è una grande pala d'altare (cm 200 x 111), anch'essa di terracotta invetriata, uscita dalla bottega di Giovanni della Robbia, con la Madonna della Neve con i santi Antonio e Bartolomeo: la pala era stata eseguita per la chiesa di San Martino a Maiano, poco distante da Certaldo, ed è stata qui trasferita per motivi di sicurezza.
- In una nicchia, scoperta nel 1861, alla sinistra di chi entra sta invece un affresco trecentesco (1315 - 1320 circa) con una Madonna con Bambino e i santi Jacopo e Pietro, con donatrice, opera di Memmo di Filippuccio, pittore che ha lavorato anche a San Gimignano.
- Sullo stesso lato è anche il cenotafio di Boccaccio con un busto di marmo scolpito da Giovan Francesco Rustici, commissionato nel 1503 dal Vicario Lattanzio Tedaldi, collocato sopra l'epitaffio dettato dall'umanista Coluccio Salutati.

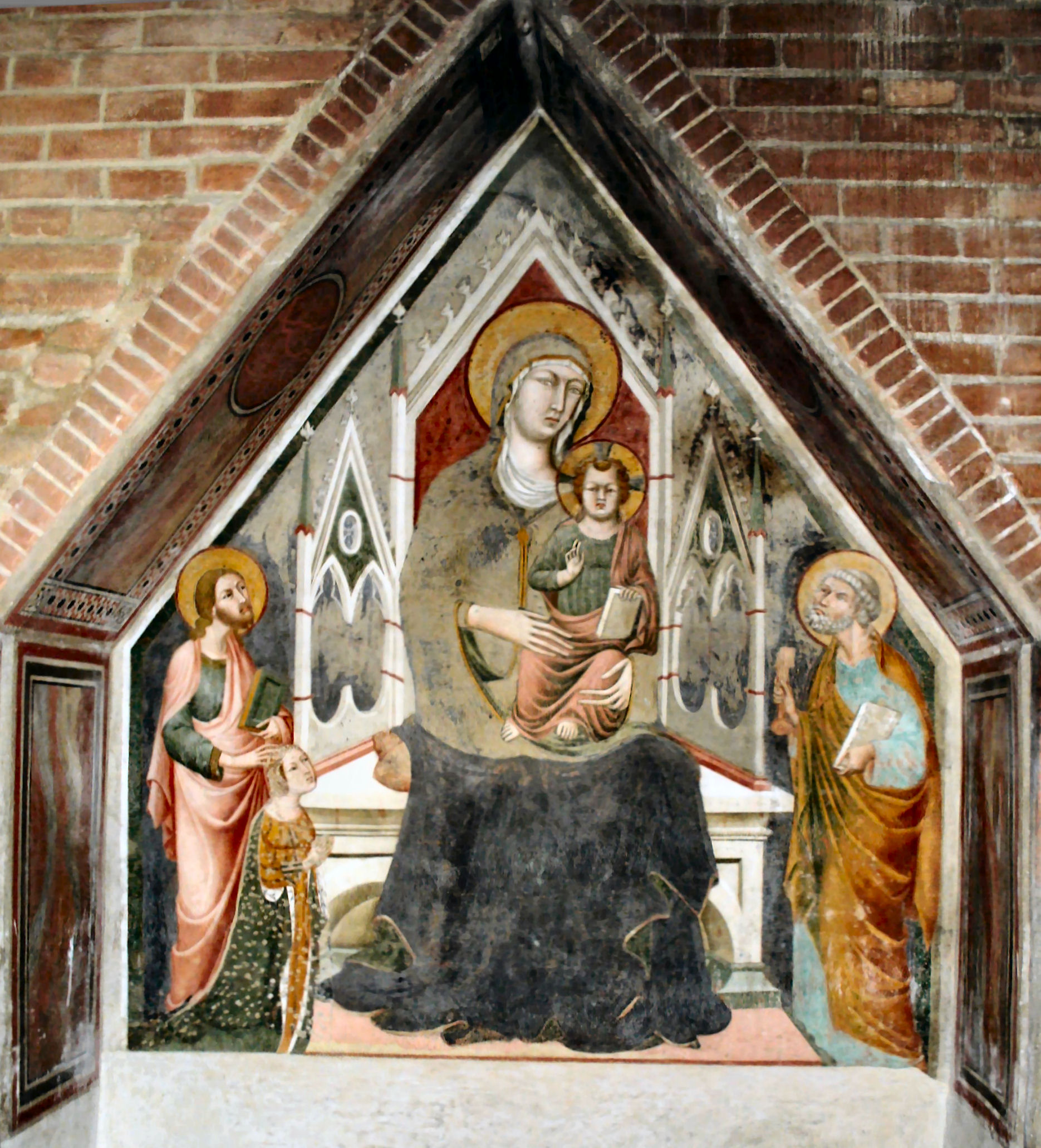
Memmo di Filippuccio, Madonna col Bambino e i santi Jacopo e Pietro
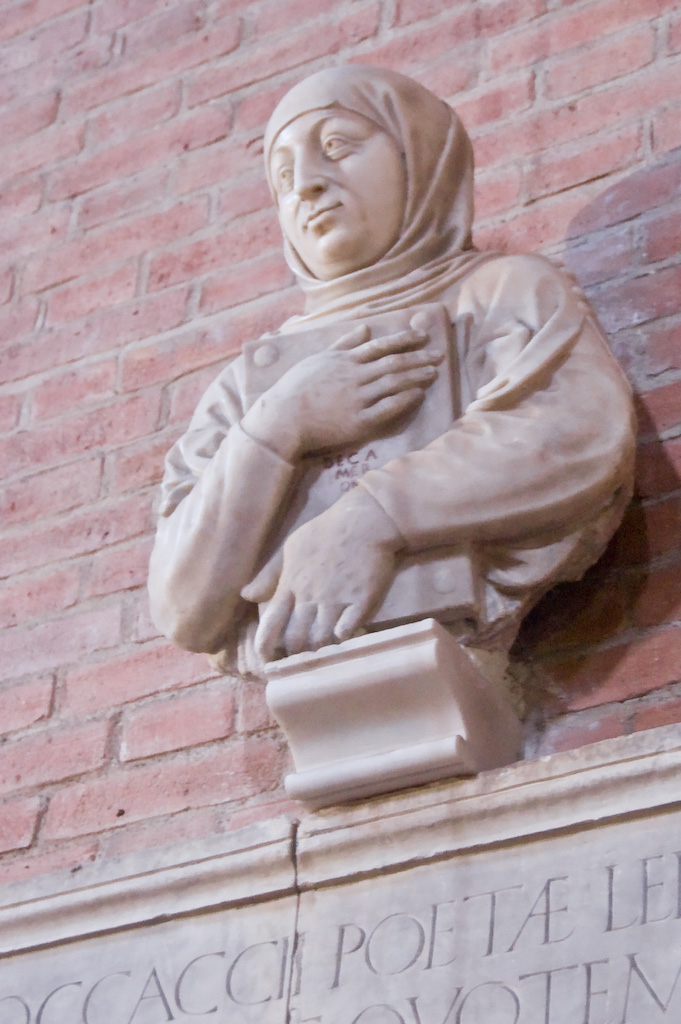
Giovan Francesco Rustici, Busto del Boccaccio
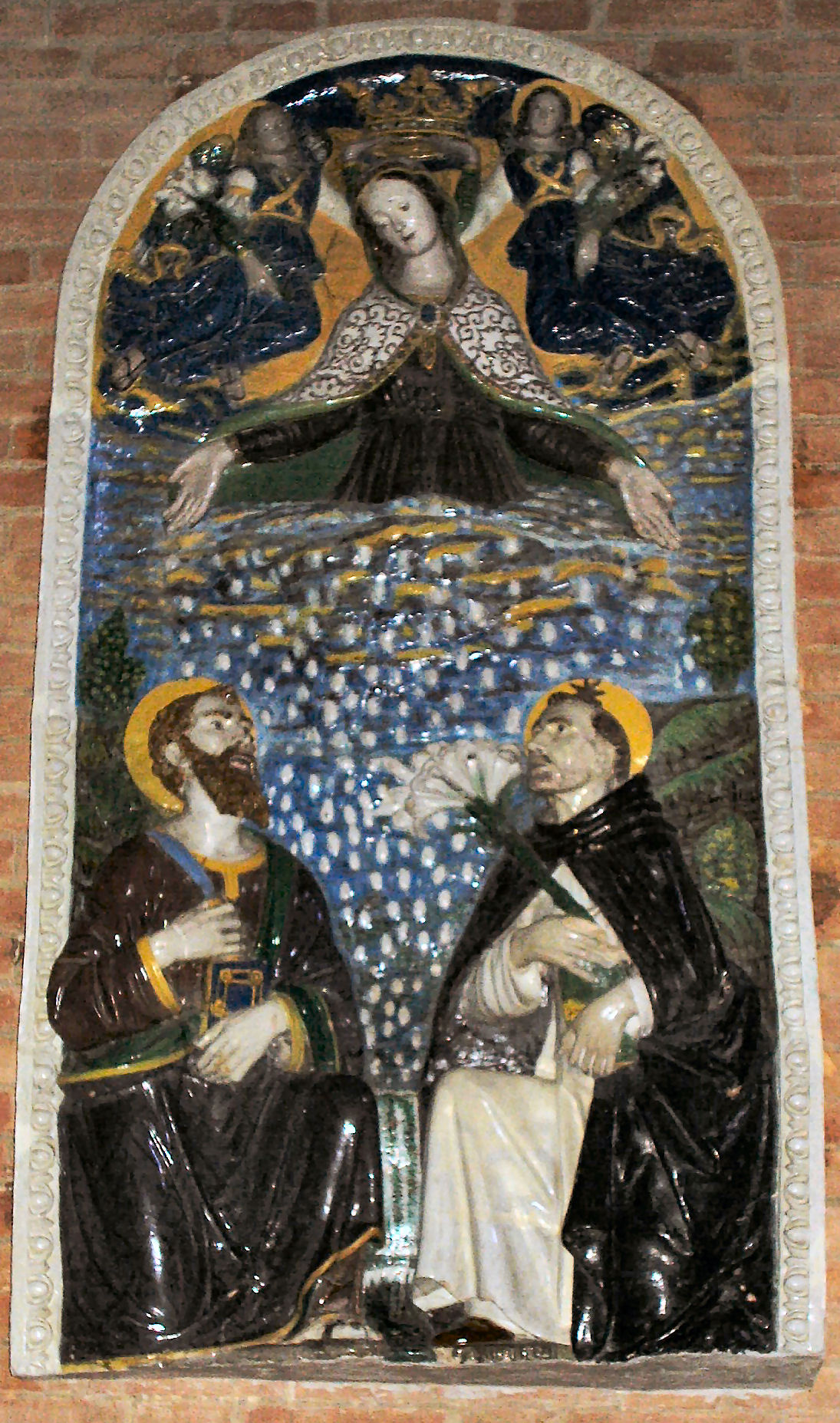
Bottega di Giovanni della Robbia, Madonna della neve e santi

## Opere già in loco
A causa degli interventi di restauro prima citati che portarono alla demolizione degli altari barocchi, molte opere sono confluite nella collezione permanente dell'adiacente museo di arte sacra. Tra queste vi sono:
- due statue lignee raffiguranti San Nicola da Tolentino e San Giovanni da San Facondo di grandi dimensioni (rispettivamente 1,62 m e 1,73 m) opera di un ignoto scultore senese della metà del XVII secolo
- molte opere di oreficeria, tra le quali spicca senz'altro il Busto reliquiario della beata Giulia, in argento cesellato, opera di Paolo Laurentini (1652 - 1653)